# Edward Delos Churchill
Edward Delos Churchill (*  25. Dezember 1895 in Chenoa (Illinois); † 28. August 1972 in Vermont)  war ein US-amerikanischer Chirurg am Massachusetts General Hospital (MGH) und der Harvard Medical School, bekannt für Forschungen in der Thoraxchirurgie.

## Leben
Churchill studierte an der Northwestern University mit dem Bachelor-Abschluss (B. S.) 1916 und dem Master-Abschluss (M. A.) 1917 und danach an der Harvard Medical School, an der er 1920 den M. D. cum laude erhielt. Danach absolvierte er sein Praktisches Jahr (Internship) und die Facharztausbildung (Residency) als Chirurg am MGH, war dort Associate Surgeon und 1926/27 als Moseley Traveling Fellow auf Studienreise in Europa, unter anderem bei August Krogh in Kopenhagen, Straßburg, München, Berlin, London (u. a. Wilfred Trotter), Zürich, Bern, Hamburg (Ludolf Brauer), Heidelberg, Prag. Dabei lernte er auch bei Ferdinand Sauerbruch.
Ab 1927 war er wieder am MGH bei dem Chirurgen Edward P. Richardson. 1928 ging er als Chirurg an das Boston City Hospital, wo er am Aufbau einer rund um die Uhr arbeitenden Chirurgischen Abteilung beteiligt war, und 1931 wurde er  John Homans Professor für Chirurgie am MGH und Leiter des West Surgical Service.
Im Zweiten Weltkrieg war er Oberst und leitender Chirurg der US-Streitkräfte im Mittelmeerraum (Nordafrika) und verbesserte dort unter anderem frühe Wundversorgung, Bluttransfusionen und Blutbanken und Lufttransport von Verwundeten. Später war er Berater in Thoraxchirurgie des Surgeon General. Für seine Verdienste als Militärchirurg erhielt er die Distinguished Service Medal.
Nach dem Zweiten Weltkrieg war er wieder am Massachusetts General Hospital, wo er 1948 Leiter der gesamten Chirurgie wurde, nachdem dort die verschiedenen chirurgischen Abteilungen fusioniert worden waren. 1953 erlitt er einen Schlaganfall und 1961 ging er in den Ruhestand.
Churchill starb bei einem Spaziergang auf seiner Farm in Vermont an einem Herzinfarkt.
1946 wurde er Präsident der American Surgical Association und war langjähriger Herausgeber der Annals of Surgery. Er war auch Präsident der American Association for Thoracic Surgery und der Society of Clinical Surgery. Ein Lehrstuhl der Chirurgie in Harvard ist nach ihm benannt.

## Werk
Von ihm stammen mehrere chirurgische Neuerungen. 1928 unternahm er mit Paul Dudley White die erste Entfernung des Herzbeutels in den USA als chirurgischeTherapie bei konstruktiver Perikarditis, ein Fall der zuvor als inoperabel galt. 1929 beschrieb er mit Oliver Cope (1902–1994) den nach ihnen benannten Churchill-Cope-Reflex, dem Auftreten flachen, schnellen Atems aufgrund von Blutgefäßvergrößerung zum Beispiel bei Lungenödemen. Er forschte in dieser Zeit auch über die Mechanismen der Lungenembolie. Mit seinem Schüler John Gibbon zeigte er, das viele kleine Embolien den Gefäßwiderstand im Lungenkreislauf erhöhen und schrittweise zum Versagen der rechten Herzkammer führen während eine einzige massive  Embolie aus anderer, damals unbekannter Ursache zum Tod führte (er fand, dass die Öffnung der Arterie paradoxerweise den physiologischen Effekten der Embolie wenig entgegenwirkte, ein Phänomen, das erst 25 Jahre später aufgeklärt wurde). 1932 führte er mit Cope am MGH die erste mediastinale Entfernung der Nebenschilddrüse (Parathyroidektomie) durch als Therapie von Hyperparathyreoidismus. In den folgenden Jahren entwickelte er mit Cope die Chirurgie der Nebenschilddrüse weiter und er entwickelte die Technik der Pneumonektomie und der Lobektomie bei Bronchiektasie, Lungentuberkulose und Lungenkrebs. Da für diese umfangreichen Operationen auch die Anästhesie weiterentwickelt werden musste förderte er den US-amerikanischen Pionier der Anästhesie Henry K. Beecher.
Er schrieb Erinnerungen und befasste sich mit Medizingeschichte.

## Mitgliedschaft
1948 wurde Churchill in die American Academy of Arts and Sciences gewählt.